# Liste der Bürgermeister von Graz

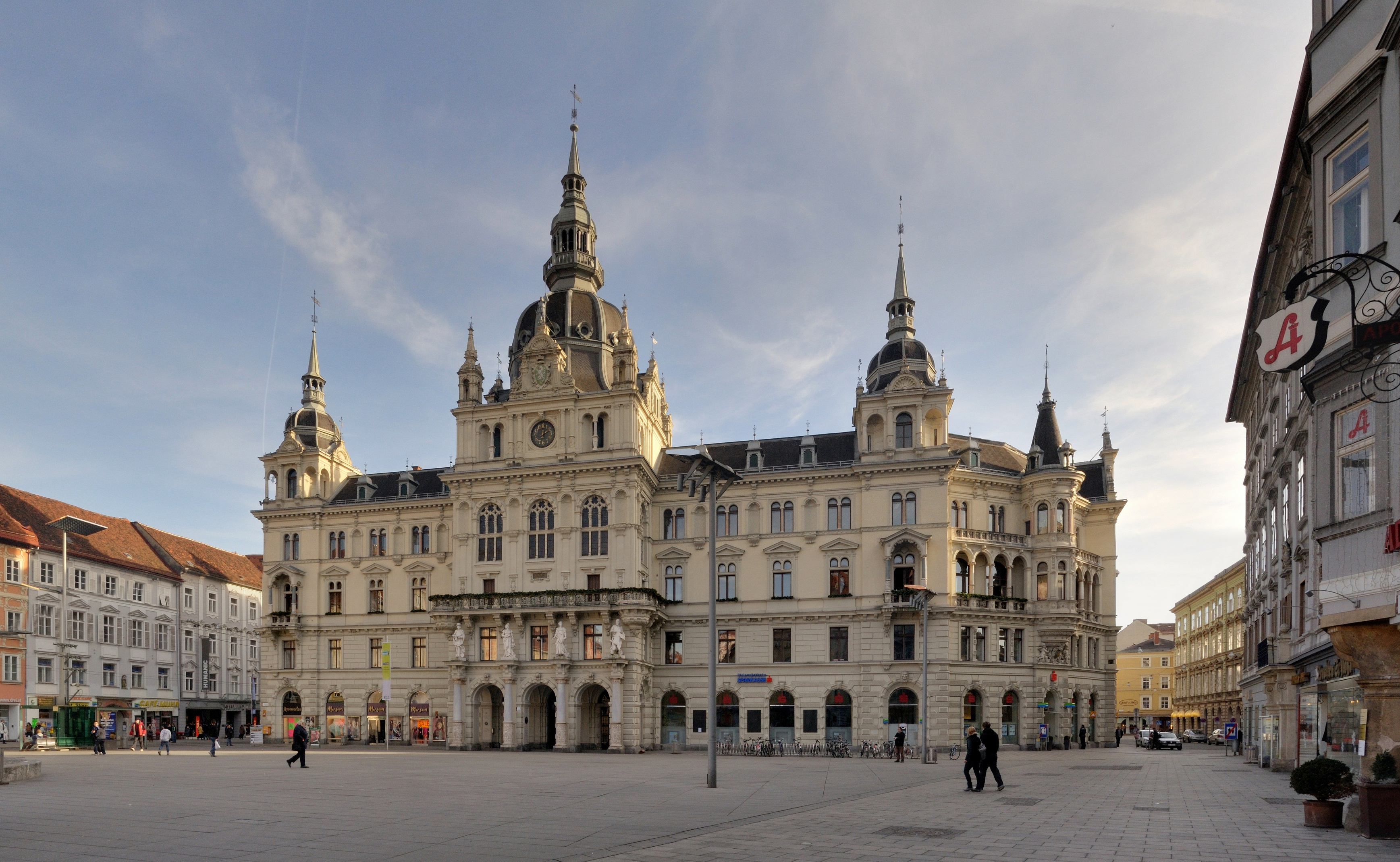
Das Grazer Rathaus

Die Liste der Bürgermeister von Graz bietet in antichronologischer Reihung einen Überblick über Bürgermeister der steirischen Landeshauptstadt Graz.
Seit Mitte des 15. Jahrhunderts sind die Bürgermeister der Stadt in beinahe geschlossener Folge überliefert. Jahrhundertelang beruhte das Stadtrecht auf landesfürstlichen Privilegien. Mit der Magistratsanordnung Josephs II. von 1784 wurden diese beschnitten und die bürgerliche Selbstverwaltung der zentralstaatlichen Gewalt untergeordnet. Erst nach der Revolution von 1848/1849 erließ Franz Joseph I. ein Gemeindegesetz, auf Basis dessen wieder ein Gemeinderat und aus ihm ein Bürgermeister gewählt werden konnten. Die Tätigkeit der 1850 ersten nach annähernd modernen Standards gewählten Stadtregierung wurde jedoch bereits durch das neoabsolutistische Silvesterpatent vom 31. Dezember 1851 wieder stark eingeschränkt. Erst knapp zehn Jahre später ermöglichte das Oktoberdiplom eine Rückkehr zu liberaleren Verhältnissen, weswegen mitunter erst der 1861 gewählte Moritz von Franck als erster „moderner“ Bürgermeister gilt.
Das mit dem Entstehen der Ersten Republik eingeführte allgemeine, gleiche und geheime Wahlrecht wurde mit der Verfassung des Ständestaates 1934 wieder aufgehoben. Erster demokratisch gewählter Bürgermeister der Zweiten Republik war der ursprünglich von den russischen Besatzern eingesetzte und später durch Wahlen im Amt bestätigte Eduard Speck.

## Bürgermeister seit 1850
| Amtszeit                                                           | Name                                   | Partei             | Porträt | Anmerkung | Erster Stellvertreter | Weitere Stellvertreter 1 |
| ------------------------------------------------------------------ | -------------------------------------- | ------------------ | ------- | --- | --- | --- |
| Ab 17. November 2021                                               | Elke Kahr                              | KPÖ                |         | Erstes weibliches Stadtoberhaupt von Graz, erstes KPÖ-Mitglied an der Spitze einer Landeshauptstadt. | Judith Schwentner (Grüne) | Judith Schwentner (Grüne) |
| 27. März 2003 – 17. November 2021                                  | Siegfried Nagl                         | ÖVP                |         | Löste mit einer Amtszeit von 18 Jahren und 8 Monaten seinen Vorgänger Alfred Stingl als längstdienenden Bürgermeister seit 1850 ab. Zog sich nach überraschender Wahlniederlage gegen die KPÖ aus der Politik zurück. | Mario Eustacchio (FPÖ, ab 2017–2021) Elke Kahr (KPÖ, 2016–2017) Martina Schröck (SPÖ, 2013–2016) Lisa Rücker (Grüne, 2008–2013) Walter Ferk (SPÖ, bis 2008)                                                        | Mario Eustacchio (FPÖ, ab 2017–2021) Elke Kahr (KPÖ, 2016–2017) Martina Schröck (SPÖ, 2013–2016) Lisa Rücker (Grüne, 2008–2013) Walter Ferk (SPÖ, bis 2008)                                                                            |
| 10. Jänner 1985 – 27. März 2003                                    | Alfred Stingl                          | SPÖ                |         | Übernahm das Amt gemäß der 1983 vereinbarten „Halbzeitlösung“ von Franz Hasiba. Stingl war bis dahin mit 18 Jahren, der längstdienende Bürgermeister der Stadt Graz. | Peter Weinmeister (FPÖ, ab 1998 einziger Stv.) Ruth Feldgrill-Zankel (ÖVP, 1992–1998, ab 1993 einzige Stv.) Erich Edegger (ÖVP, bis 1992)                                                                          | Alfred Edler (SPÖ, 2. Stv. bis 1993) Peter Weinmeister (FPÖ, 3. Stv. bis 1993) Paul Tremmel (FPÖ, 3. Stv. 1986–1988) Klaus Turek (FPÖ, 3. Stv. bis 1986)                                                                               |
| 21. März 1983 – 10. Jänner 1985                                    | Franz Hasiba                           | ÖVP                |         | Teilte sich mit Alfred Stingl die ab 1983 laufende Funktionsperiode und fungierte in deren ersten Hälfte als Bürgermeister. | Alfred Stingl (SPÖ) | Erich Edegger (ÖVP, 2. Stv.) Klaus Turek (FPÖ, 3. Stv.) |
| 24. April 1973 – 21. März 1983                                     | Alexander Götz                         | FPÖ                |         | Gelangte als Kandidat der drittplatzierten FPÖ durch eine Koalition mit der ÖVP ins Amt. | Alfred Stingl (SPÖ, ab 1983) Karl Stoiser (SPÖ, bis 1982) | Franz Hasiba (ÖVP) |
| 9. Februar 1960 – 24. April 1973                                   | Gustav Scherbaum                       | SPÖ                |         | | Josef Stöffler (ÖVP, ab 1964) Max Cechal (SPÖ, 1962–1964) Alois Schönauer (SPÖ, bis 1962) | Karl Stoiser (SPÖ, 2. Stv. ab 1970) Max Cechal (SPÖ, 2. Stv. 1964–1970) Josef Stöffler (ÖVP, 2. Stv. 1962–1964) Hans Amschl (ÖVP, 2. Stv. bis 1962) Alexander Götz (FPÖ, 3. Stv. ab 1964)                                              |
| 16. Mai 1945 – 31. Jänner 1960                                     | Eduard Speck                           | SPÖ                |         | Von den sowjetischen Besatzern eingesetzt, später durch Wahl bestätigt. | Gustav Scherbaum (SPÖ, ab 1956) Hermann Aust (SPÖ, 1946–1956) | Hans Amschl (ÖVP, ab 1949) Hugo Mrazek (ÖVP, 1946–1949) |
| 8. Mai 1945 – 16. Mai 1945                                         | Engelbert Rückl                        | SPÖ                |         | Kurzfristig von den sowjetischen Besatzern eingesetzt. | | |
| 12. März 1938 – 7. Mai 1945                                        | Julius Kaspar                          | NSDAP              |         | Mit dem Anschluss Österreichs eingesetzt, zu Kriegsende auf der Flucht erschossen. | | |
| 24. Februar 1934 – 12. März 1938                                   | Hans Schmid                            | CS/VF              |         | Im Ständestaat als Regierungskommissär eingesetzt. | | |
| 14. Juni 1919 – 12. Februar 1934                                   | Vinzenz Muchitsch                      | SDAP               |         | Musste mit dem Verbot der Sozialdemokratischen Partei nach den Februarkämpfen zurücktreten. | Engelbert Rückl (SDAP, 1924 – 1934) Karl Englhofer (CS, bis 1924) | … Hans Amschl (CS, 2. Stv. 1927–1929) Rudolf Pertassek (CS, 2. Stv. 1924–1927) Adolf Fizia (GDVP, 2. StV. bis 1924, dann 3. Stv. bis 1929)                                                                                             |
| 12. Dezember 1917 – 13. Juni 1919                                  | Adolf Fizia                            | DBV                |         | | Hans Schüller (ab Jänner 1919) Eduard Gargitter (bis Jänner 1919) | Alois Ausobsky (2. Stv.) Franz Staerk (3. Stv.) |
| 15. Juni 1914 – 12. Dezember 1917                                  | Anton Unterrain von Meysing            |                    |         | Nach Fleischhackers Rücktritt erneut als Regierungskommissär eingesetzt, Neuwahlen durch Ausbruch des Ersten Weltkrieges verzögert. | | |
| 4. November 1912 – 17. Juni 1914                                   | Robert von Fleischhacker               | deutsch-bürgerlich |         | Rücktritt nach unüberbrückbaren politischen Differenzen im Gemeinderat | Adolf Heinrich Bercht | Alois Ausobsky (ab Jänner 1914) Hans Habisch (bis Jänner 1914) |
| 26. April 1912 – 3. November 1912                                  | Anton Unterrain von Meysing            |                    |         | Nach Auflösung des Gemeinderates als Regierungskommissär eingesetzt. | | |
| 23. Jänner 1905 – 25. April 1912 25. Oktober 1898 – 9. Jänner 1905 | Franz Graf                             | DVP                |         | Im Dezember 1904 war Vizebürgermeister Poschacher trotz Fehlens einer qualifizierten Stimmenmehrheit zum Bürgermeister erklärt worden, nach Abflauen der folgenden Turbulenzen übernahm Graf im Jänner 1905 erneut die Amtsführung. Im April 1912 erneute Auflösung des Gemeinderates nach an politischen Querelen gescheiterten Budgetverhandlungen. | Romuald Magg (ab Jänner 1905) Heinrich Poschacher (Jänner 1903 – Jänner 1905) Franz Bayer (bis Jänner 1901, erneut von September 1901 – Jänner 1903) Viktor Ritter von Hochenburger (Jänner 1901 – September 1901) | Hans Habisch (ab Jänner 1910) Eduard Ertl (Jänner 1905 – Jänner 1910) Josef Fischer (Jänner 1903 – Jänner 1905) Konrad Wirth (Jänner 1901 – Jänner 1903) Johann Selbacher (April 1900 – Jänner 1901) Alexander Koller (bis April 1900) |
| 29. Mai 1898 – 24. Oktober 1898                                    | Heinrich Freiherr von Hammer-Purgstall |                    |         | Nach Auflösung des Gemeinderates als Regierungskommissär eingesetzt. | | |
| 3. Mai 1897 – 28. Mai 1898                                         | Franz Graf                             | DVP                |         | Im Mai 1898 Auflösung des Gemeinderates nach Ausschreitungen im Umfeld der Badeni-Krise. | Franz Bayer | Alexander Koller |
| 6. Mai 1885 – 2. Mai 1897                                          | Ferdinand Portugall                    | deutsch-national   |         | | Franz Bayer (alleiniger Vizebürgermeister bis Jänner 1889, danach 1. Stv.) | Alexander Koller (2. Stv. ab Jänner 1889) |
| 30. April 1873 – 5. Mai 1885                                       | Wilhelm Kienzl                         | deutsch-national   |         | | Franz Bayer (ab Juli 1879) Ferdinand Portugall (bis Juli 1879) | Franz Bayer (ab Juli 1879) Ferdinand Portugall (bis Juli 1879) |
| 2. Mai 1870 – 29. April 1873                                       | Moritz Ritter von Schreiner            |                    |         | | Ferdinand Portugall (ab Jänner 1872) Alois Fidelis Remschmidt (bis Jänner 1872) | Ferdinand Portugall (ab Jänner 1872) Alois Fidelis Remschmidt (bis Jänner 1872) |
| 19. November 1867 – 1. Mai 1870                                    | Moritz Ritter von Franck               |                    |         | | Alois Fidelis Remschmidt | Alois Fidelis Remschmidt |
| 23. Mai 1864 – 18. November 1867                                   | Albin Alber                            |                    |         | | Nikolaus Wunder | Nikolaus Wunder |
| 17. April 1861 – 22. Mai 1864                                      | Moritz Ritter von Franck               |                    |         | | Albin Alber (ab Mai 1861) | Albin Alber (ab Mai 1861) |
| 27. September 1850 – 16. April 1861                                | Johann Nepomuk Ulm                     |                    |         | | David Sigmund (September 1851 – Februar 1861) Michael Purgleitner (September 1850 – September 1851) | David Sigmund (September 1851 – Februar 1861) Michael Purgleitner (September 1850 – September 1851) |

Anmerkungen

## Bürgermeister von 1466 bis 1850
- 1844 – 2. September 1850: Andreas von Hüttenbrenner
- 1837–1843: Josef Valentin Maurer
- 1836–1837: Anton Pfalzer (k. k. Landrat; provisorisch)
- 15. Jänner 1830 – 10. Oktober 1836: Constantin von Villefort
- 23. Mai 1827 – 25. November 1829: Franz Xaver Nippel (k. k. Landrat; provisorisch)
- 1. Februar 1810 – 22. Mai 1827: Franz Wiesenauer
- 16. Dezember 1799 – 31. Jänner 1810: Franz de Paula Edler von Dirnpöck
- 28. März 1795 – 15. Dezember 1799: Michael Steffn
- 29. April 1791 – 27. März 1795: Franz Kaspar Edler von Heilinger
- 24. Dezember 1788 – 28. April 1791: Johann Edler von Berscheny
- 15. November 1784 – 23. Dezember 1788: Ambros Knabl (ehemals Syndikus)
- 1762–1784: Johann Georg von Anthauer
- 1759–1761: Johann Modest Weicklmayr
- 1759: Ludwig Piccardi
- 1754: Johann Modest Weicklmayr
- 1753: Ludwig Piccardi, Johann Georg Mayerhofer
- 1747–1753: Johann Michael Strenner
- 1746: Johann Andreas Geyer
- 1740: J. M. Weyß
- 1733–1740: Leopold Friedrich Kopp
- 1732: Mathias Franz Posaukho
- 1726–1728: Franz S. Pesenkemer
- 1724: Leopold Friedrich Kopp
- 1712, 1714–1716, 1718–1720: Georg Ernst Gunzinger
- 1706–1707: Sebastian Haubt
- 1704: Simon Hetinger
- 1700: Johann Pinter
- 1695–1698: Johann Adam Fröhlich
- 1693–1694: Georg Peter Volckh
- 1692: Jacob Pinter
- 1689–1691: Johann Jakob Sartorin von Ehrenpichel
- 1688: Georg von Dornau
- 1687: Johann Pindter
- 1683–1685: Peter Georg Volckh
- 1679–1681: Georg Christoph Paumann
- 1676–1677: Peter Georg Volckh
- 1673–1674: Georg Christoph Paumann
- 1671–1672: Melchior Gelb
- 1665–1668: Ferdinand Widmannstetter
- 1664: Michael Zieglmüller
- 1660–1661: Simon Cordin von Rosegg
- 1659: Ferdinand Widmanstetter
- 1658: Simon Cordin von Rosegg, Hans Heinrich Hueber von Hubegg
- 1657: Simon Cordin von Rosegg
- 1653–1656: Wolf Sartori von Ehrenpichel
- 1649–1652: Simon Cordin von Rosegg
- 1644–1646: Simon Cordin
- 1642: Christoph Khnor von Rosenrodt
- 1639–1640: Georg Khlingendrath von Klingenau
- 1637: Hanns Tallerer
- 1632–1636: Georg Khlingendrath
- 1630: Hans Töller
- 1628–1629: Georg Khlingendrath
- 1626: Peter Haimer
- 1622, 1624: Hans Töllerer
- 1617–1619: Wolf Steinwentner
- 1614–1616: Paul Zehentner
- 1611: Stefan Posch
- 1609: Paul Zehentner
- 1607: Lukas Sitzinger, Paul Zehentner
- 1606: Paul Zehentner
- 1605: Sigmund Prielmaier
- 1602–1604: Stefan Posch
- 1598, 1600–1601: Sigmund Prielmaier
- 1595–1596: Andre Kristal
- 1594: Hieronymus Hausner
- 1592: Hieronymus Hausner
- 1589–1592: Wolf Mittenperger
- 1588: Michael Straßperger
- 1587: Julius von Sara (Stadtanwalt)
- 1584–1586: Hanns Paurnfeindt
- 1582–1583: Michael Straßperger
- 1579: Hanns Paurnfeindt
- 1578: Andreas Wolf, Hanns Paurnfeindt
- 1577: Michael Straßperger
- 1575–1576: Hans Nürnberger
- 1573–1574: Michael Straßperger
- 1572: Wolf Khlaindienst
- 1570–1571: Michael Straßperger
- 1570: Oswalt Kherscher
- 1565, 1568–1569: Christof Unger
- 1563: Rueprecht Püchler
- 1561: Wolfgang Hofer
- 1560: Wolfgang Hofer, Michael Einpacher
- 1555–1557: Hanns Marchart
- 1554: Rueprecht Püchler
- 1553: Michael Einpacher
- 1547–1551: Hanns Marchart
- 1545–1546: Marx Stempfer
- 1543–1544: Hanns Marchart
- 1542: Michael Einpacher
- 1540–1541: Simon Arbeiter
- 1538–1539: Simon Arbeiter
- 1537: Andre Frölich
- 1532: Georg Stürgkh
- 1527–1531: Simon Arbeiter
- 1526: Matthias Harrer
- 1524–1525: Simon Arbeiter
- 1514–1515, 1519–1520, 1522: Matthias Harrer
- 1513: Peter Puchler
- 1505–1506: Tibold Brunner
- 1498–1499: Hanns Frölich
- 1493–1494, 1497: Tibold Brunner
- 1483: Leonhard Kirchhaymer
- 1482: Hainrich Ernst
- 1478: Jörg Schlaudersbach
- 1475: Thoman der Pehaim
- 1470–1473: Hans Wurssner (Bursner)
- 1468: Hanns Payr mit dem Pern
- 1466: Caspar Pretl
- 1464: Andre Pölzewler
- 1462: Ulreich Goldmund
- 1461: Niclas Strobel
- 1456: Christoph der Epyshauser
- 1452–1453: Ulreich Einpacher
- 1446: Wolfgang Steirer